# CA 9 de Julio
Club Atlético 9 de Julio – argentyński klub piłkarski z siedzibą w mieście Rafaela leżącym w prowincji Santa Fe.

## Historia
Klub został założony 9 lipca 1904 roku i gra obecnie w trzeciej lidze argentyńskiej Torneo Argentino A.

### Znani gracze
- Danilo Tosello (1994~1995)